# Понте (Валле-д'Аоста)
Понте (фр. Pontey) — муніципалітет в Італії, у регіоні Валле-д'Аоста.
Понте розташоване на відстані близько 580 км на північний захід від Рима, 21 км на схід від Аости.
Населення — 814 осіб (2014).

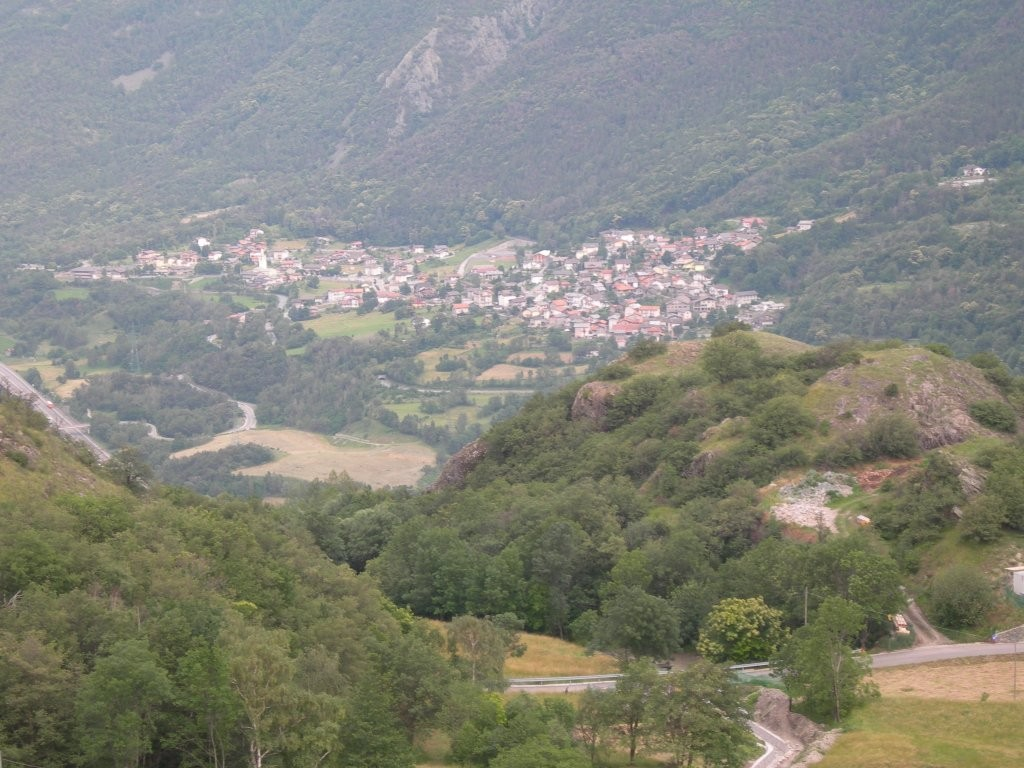

Щорічний фестиваль відбувається 11 листопада. Покровитель — Мартин Турский.

## Демографія
Населення за роками:

Станом на 1 січня 2023 року в муніципалітеті офіційно проживало 28 іноземців з 8 країн, серед них 9 громадян країн Євросоюзу.

## Сусідні муніципалітети
- Шамбав
- Шамдепра
- Шатійон
- Сен-Дені